# Эдвардс, Сэмюэл Фредерик
Сэр Сэ́мюэл (Сэм) Фре́дерик Э́двардс (англ. Samuel (Sam) Frederick Edwards, Sir; 1 февраля 1928 — 7 мая 2015) — выдающийся британский физик, известный работами в физике конденсированного состояния, преимущественно в физике полимеров, спиновых стекол, гранулярных систем.

## Биография
Родился 1 февраля 1928 года в Суонси, Уэльс, Великобритания в семье Ричарда и Мэри Джейн Эдвардс.
Обучался в колледже Гонвиль-энд-Киз Кембриджского университета. Защитил Ph.D. диссертацию на тему структуры электрона в Гарвардском университете под научным руководством нобелевского лауреата Дж. Швингера. Впоследствии работал в Институте перспективных исследований в Принстонском университете, Бирмингемском университете, Манчестерском университете.

## Научные достижения
С 1958 года Эдвардс занялся физикой конденсированного состояния, показав, что статистические свойства неупорядоченных систем (стекла, гели и т.д.) могут быть описаны диаграммами Фейнмана и методом интеграла по траекториям, разработанными ранее в квантовой теории поля.
В дальнейшем Эдвардс работал над теорией таких систем, как полимеры, гели, коллоиды. Вместе с Ф. У. Андерсоном применил метод реплик (статистическая физика) к спиновым стеклам (1975). Изучал эластичность резин, гранулярные системы, порошки.
Работы Эдвардса в физике полимеров были ключевыми в этой области науки.

## Награды
- Медаль Максвелла (Институт физики (Великобритания)), 1974
- Посвящён в рыцари, 1975
- Ford High Polymer Physics Prize (Американское физическое общество), 1982
- Медаль Дэви Лондонского королевского общества, 1984
- Золотая медаль Института математики (Institute of Mathematics), 1986
- Медаль и премия Гутри  (Институт физики (Великобритания)), 1987
- Золотая медаль Британского общества реологии, 1990
- Премия LVMH (Science pour l'Art), 1993
- Медаль Больцмана, 1995
- Founders Polymer Prize (Институт физики (Великобритания)), 2001
- Королевская медаль Лондонского королевского общества, 2001
- Медаль Дирака (International Centre for Theoretical Physics), 2005

Почетный доктор множества университетов во всем мире.
Член академий и обществ:
- Лондонское королевское общество, 1966
- Институт физики (Великобритания)
- Американское физическое общество
- Французская академия наук, 1989[2]
- Национальная академия наук США, 1996[3]
- Европейское физическое общество, 1996
- Российская академия наук, 2006[4]

## Основные публикации
- S. F. Edwards, A new method for the evaluation of electric conductivity in metals, Philosophical Magazine 3, pp. 1020–1031
- S. F. Edwards, P. W. Anderson, Theory of spin glasses, J. Phys. F: Met. Phys. 5, pp. 965–974
- S. F. Edwards, R. T. Deam, The theory of rubber elasticity,  Phil. Trans. A, v. 280 (1296), 1976, pp. 317–353
- S. F. Edwards, D. R. Wilkinson: The surface statistics of a granular aggregate, Proc. R. Soc. A, v. 381 (1780), pp. 17–31
- S. F. Edwards, R. B. S. Oakeshott, Theory of powders, Physica A, v. 157 (3), pp. 1080–1090.
- M. Doi, S.F. Edwards, The theory of polymer dynamics, Clarendon Press, London, 1986. ISBN 0-19-852033-6